# Quinta de Salud La Alianza (Vic)
La Quinta de Salud La Alianza és una obra racionalista de Vic (Osona) protegida com a Bé Cultural d'Interès Local.

## Descripció
Edifici civil. És de planta rectangular, orientat a migdia i amb un cos semicircular que sobresurt a l'extrem oriental de la façana. Consta de planta baixa, tres pisos i és coberta dues vessants amb el ràfec paral·lel a la façana. Al primer i al segon pis s'hi formen unes grans balconades que assoleixen tota la façana i formen tribunes a l'extrem dret on l'edifici pren una forma sinuosa. Al tercer pis hi ha finestres. La façana presenta una gran simetria i uniformitat, en canvi la part posterior té uns petits afegits que formen les dependències per a l'entrada d'ambulàncies. En aquest sector també hi ha edificacions construïdes recentment per tal d'ampliar el centre. L'envolta un mur de pedra. Es construït amb totxo i arrebossat al damunt. Les baranes són de tub de ferro. L'estat és bo.

## Història
Edifici que es construí al 1935 i que fou ampliat vuit anys més tard construint-hi el tercer pis i abolint la terrassa que cobria l'edificació.
El projecte inicial sembla que fou obra de J. Ferrer i Puig, membre del GATCPAC i de l'arquitecte Teodoro Jost.
És l'únic edifici de la ciutat de Vic que presenta unes línies clarament racionalistes.